# Foldit
Foldit（フォールディット）は、タンパク質構造予測を行うコンピュータゲームであり、クラウドソーシングによる市民科学の一つ。ワシントン大学の計算機工学部とバイオサイエンス学部（Rosetta@homeの開発に関わったデイヴィッド・ベイカーら）の共同開発によって製作され、2008年5月にベータ版として公開された。Folditは、単にゲームを楽しむという性質の他に、ゲームによってコンピュータがうまく解決できない問題（タンパク質の折りたたみ構造の解析）を解くという意味合いがある。
Folditはクラウドソーシングと分散コンピューティングを組み合わせたソフトウェアである。
2011年、Folditのプレーヤーは実際のM-PMVレトロウイルスのプロテアーゼのX線結晶構造解析において充分な質の分子置換モデルを生成し、結晶学者が10年間困難であった解析を成功に導いた。

## 概要
Folditははじめ、単純なタンパク質に似せた構造をプレイヤーに示し、それを解くうちに、より複雑な本物のタンパク質に基づいたパズルを提示される。Folditの画面には、ユーザーが操作できるタンパク質の構造が立体的なグラフィックとして表示される。
示されたタンパク質構造を操作すると「スコア」が示され、より妥当な構造予測に近いほどスコアが高くなる。ハイスコアを記録した構造は保存され、Folditのユーザー同士で作ったグループの間で、パズルの回答を共有してお互いに協力しあうことが出来る。
タンパク質はDNAにコードされており、DNAシークエンシングの研究が進んでいるため、タンパク質生合成の過程についてはよく知られている。しかしタンパク質の3次元的な分子構造がどのようになっているのかについては、一般的な法則は知られているものの、実際にタンパク質構造予測を行うことはコンピュータでも困難な問題となっている。
Folditは人間の脳による発想によって、3次元的な構造を予想することを試みている。実際に、Folditでトップランクのプレイヤーによる構造予測は、コンピュータより優れているとされる。